# Maternité éternelle
Pour plus de détails, voir Fiche technique et Distribution.
Maternité éternelle (乳房よ永遠なれ, Chibusa yo eien nare) est un film japonais réalisé par Kinuyo Tanaka et sorti en 1955. Le film s'inspire de la vie de Fumiko Nakajō, poétesse waka morte à 31 ans d'un cancer du sein.

## Synopsis
Fumiko Shimojō a deux enfants et son mariage avec un homme qui la trompe est malheureux. Poétesse, elle compose des tanka et participe à un cercle littéraire aux côtés de deux amis d'enfances, Kuniko et son mari Takashi Hori. Fumiko est secrètement amoureuse de Takashi Hori. Ce dernier la soutient dans sa création poétique mais il souffre d'une maladie incurable. Après avoir surpris son mari avec une amante, Fumiko demande le divorce et retourne vivre chez sa mère et son frère Yoshio, qui prépare son mariage prochain avec Seiko. Le divorce est à la fois un soulagement mais aussi un déchirement car elle doit laisser partir son fils Noburo vivre chez son ex-mari.
Peu après le décès de Takashi Hori, Fumiko ressent de vives douleurs dans la poitrine. Atteinte d'un cancer du sein, elle est hospitalisée à Sapporo et doit subir une mastectomie. Sur son lit d'hôpital où elle se remet de l'opération, elle apprend par le journal la publication dans une revue littéraire tokyoïte de ses poèmes. Akira Ōtsuki, un critique littéraire, se déplace de la capitale pour la rencontrer mais elle refuse de le voir. À force d'insistance, elle finit par le recevoir et ils ont même une brève liaison que Fumiko décrit comme les jours les plus heureux de sa vie. Mais son cancer se métastase et atteint les poumons et elle meurt sur son lit d'hôpital entourée de sa famille.

## Fiche technique
- Titre original : 乳房よ永遠なれ (Chibusa yo eien nare?)
- Titre français : Maternité éternelle[1]
- Titre français alternatif : Les Seins éternels
- Réalisation : Kinuyo Tanaka
- Scénario : Sumie Tanaka
- Photographie : Kumenobu Fujioka
- Musique : Takanobu Saitō
- Production : Hideo Koi
- Société de production : Nikkatsu
- Pays de production :  Japon
- Langue originale : japonais
- Format : noir et blanc — 1,37:1 — 35 mm — son mono
- Genre : drame
- Durée : 106 minutes (métrage : douze bobines - 3 009 m[2])
- Dates de sortie :
  - Japon : 23 novembre 1955[2]
  - France : 16 février 2022[3]

## Distribution
- Yumeji Tsukioka : Fumiko Shimojō
- Ryōji Hayama : Akira Ōtsuki, le critique littéraire
- Junkichi Orimoto : Shigeru Anzai
- Hiroko Kawasaki : Tatsuko, la mère de Fumiko
- Shirō Ōsaka : Yoshio, le frère de Fumiko
- Ikuko Kimuro : Seiko, la fiancée de Yoshio
- Masayuki Mori : Takashi Hori
- Yōko Sugi : Kinuko, la femme de M. Hori
- Chōko Iida : Hide, la voisine de chambre à l'hôpital
- Bokuzen Hidari : le mari de Hide
- Tōru Abe : M. Yamagami, membre du cercle littéraire
- Fumie Kitahara : Mme Kobayashi, membre du cercle littéraire
- Kinuyo Tanaka : la femme du voisin
- Yoshiko Tsubouchi : Mme Shirakawa

## Autour du film
La scénariste de Maternité éternelle, Sumie Tanaka, est célèbre pour ses adaptations à l'écran de portraits de femmes volontaires et révoltées. Elle a écrit notamment les scénarios de trois films mis en scène par Mikio Naruse : Le Repas (めし, Meshi, 1951), L'Éclair (稲妻, Inazuma, 1952) et Derniers Chrysanthèmes (晩菊, Bangiku, 1954).